# Forward (album)
Forward è il secondo album autoprodotto del gruppo statunitense Hoobastank. Le prime 5 tracce, le quali sono End Of Our Rope, Paper Promises, Divine, Now Or Never e Tin Walls, sono state pubblicate per i fan sul sito ufficiale della band nel 1999. Il sassofonista Jeremy Wasser ha completato l'album con gli Hoobastank, ma la band voleva cambiare direzione e voleva fare musica senza un sax, così Jeremy Wasser lasciò la band e quest'album non fu mai stato distribuito al pubblico. Quando il sassofonista Jeremy Wasser ha lasciato Gli Hoobastank, Essi hanno firmato con la Island Records che ha approvato la dipartita di Jeremy. Alcune canzoni contenute nell'album sono state ri-registrate per l'album Hoobastank nel 2001.

## Storia e Descrizione dell'album
Nel 1999, dopo They Sure Don't Make Basketball Shorts Like They Used To, gli Hoobastank registrarono End Of Our Rope, Paper Promises, Divine, Now Or Never e Tin Walls che pubblicarono sul sito ufficiale nello stesso anno.
Nel frattempo, la band ha iniziato a passare dallo ska a un genere più vicino al post-grunge e all'alternative rock, così il sassofonista Jeremy Wasser lasciò la band.
Il batterista Chris Hesse, in risposta ai fan contrari al cambiamento della band, scrisse su un blog che la band cambierà "solo per ora".
Dopo la dipartita di Jeremy Wasser, gli Hoobastank registrano 3 nuove canzoni: Up And Gone, Ready for You e Hello Again. Queste canzoni furono distribuite in un demo EP che la band vendeva ai propri concerti. Questo EP era un assaggio del nuovo album, che doveva essere prodotto da Jim Wirt. Il gruppo aveva scritto anche Let You Know che veniva suonata ai concerti, ma non era inclusa nell'EP.
Subito dopo la pubblicazione dell'EP, la band era già sotto l'occhio di alcune major, tra cui anche Epic, Immortal e Island/Def Jam.
È stato girato anche un video per la canzone Up And Gone, prodotto e diretto da Adam Baxter. Dopo alcune settimane dalla registrazione del video, gli Hoobastank firmarono un contratto con la Island/Def Jam. Dopo la firma, i piani per la realizzazione di Forward furono cambiati. La band ha anche cambiato nome da Hoobustank a Hoobastank. Le ragioni per cui hanno cambiato nome includevano problemi legali, cambio di genere musicale e il fatto che molte persone lo pronunciavano male.
Forward avrebbe dovuto essere l'album di debutto degli Hoobastank, ma i piani per la realizzazione cambiarono. Let You Know, Ready for You, Up and Gone e Hello Again vennero ri-registrate insieme a nuove canzoni per l'omonimo album degli Hoobastank, mentre altre canzoni che dovevano far parte di Forward sono dei B-side dei singoli estratti dal primo album degli Hoobastank.

## Tracce
| No. | Titolo                   | Durata |
| --- | ------------------------ | ------ |
| 1.  | "End Of Our Rope"        | 3:31   |
| 2.  | "Paper Promises"         | 3:12   |
| 3.  | "Divine"                 | 4:49   |
| 4.  | "Now Or Never"           | 4:14   |
| 5.  | "Tin Walls"              | 5:22   |
| 6.  | "Let You Know"           | 3:39   |
| 7.  | "The Critic"             | 4:21   |
| 8.  | "Never Saw It Coming"    | 3:20   |
| 9.  | "Open Your Eyes"         | 3:44   |
| 10. | "Losing My Grip"         | 3:55   |
| 11. | "Ready for You"          | 3:07   |
| 12. | "Up And Gone"            | 3:21   |
| 13. | "Hello Again"            | 3:02   |
| 14. | "Right Before Your Eyes" | 3:31   |